# Wi-Fi Protected Setup

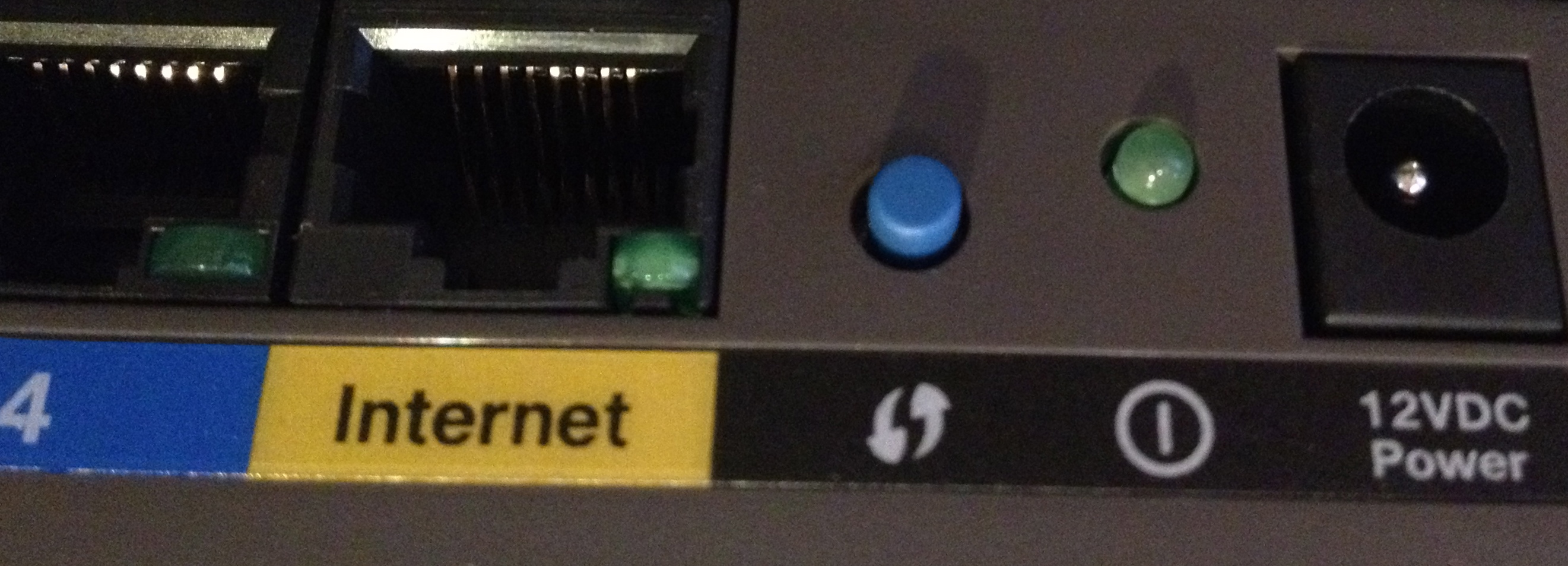
Il pulsante WPS (centro, blu) su un router wireless

Wi-Fi Protected Setup (WPS) è uno standard per l'installazione di connessioni sicure su una rete Wi-Fi domestica, creato dalla Wi-Fi Alliance e lanciato l'8 gennaio 2007.

## Descrizione
Lo standard si focalizza fortemente sulla semplicità d'utilizzo e sulla sicurezza. Esistono 4 metodi di utilizzo previsti:
- PIN. Un codice PIN viene fornito dal dispositivo (o mediante etichette adesive o tramite un display), e deve essere fornito al "representant" della rete wireless (in generale, l'access point).
- PBC. Il dispositivo dispone di un tasto che va premuto per accettare la connessione. Un access point che intenda essere WPS-compliant, deve supportare questa tecnologia.
- NFC. Si pongono vicini i due dispositivi da connettere, e una comunicazione a corto raggio (es. mediante etichette RFID) negozia la connessione
- USB. Il metodo (opzionale e non certificato) consiste nel trasferire le informazioni mediante una chiave USB tra l'elemento client e l'AP.

Tutti i metodi presuppongono che, in un senso o nell'altro, esista un controllo fisico di entrambi i dispositivi interessati. Ciò a differenza delle tecniche di autenticazione classiche (passphrase), in cui ciò che interessa è la raggiungibilità radio dei due elementi. Lo scopo del WPS in questo senso è chiaramente quello di limitare i potenziali effetti negativi derivanti dal mezzo radio che non è "restringibile" ad un ambiente chiuso.
WPS supporta solo le reti cosiddette Infrastruttura (in cui esiste un access point come elemento centrale), mentre trascura del tutto il caso ad-hoc (reti da PC a PC).
Il protocollo WPS si basa sull'aggiunta di informazioni ai frame di Beacon, di Probe Response ed eventualmente anche di Association Request/Response. L'interazione protocollare consiste di 8 messaggi più un ACK conclusivo.

## Vulnerabilità
Il Computer Emergency Readiness Team degli USA nel 2011 diramò un comunicato in cui consigliava di disabilitare il WPS, in quanto era stato scoperto un attacco di tipo bruteforce per scoprire la chiave di sicurezza utilizzata.
L'attacco fu sviluppato dal ricercatore Stefan Viehböck e sfruttava la risposta agli errori di login nella quale sono presenti informazioni in grado di ridurre il campo di ricerca della chiave corretta. La vulnerabilità è stata successivamente risolta dai produttori di router rilasciando nuove versioni di firmware.